# Барышня-крестьянка (балет Асафьева)
«Ба́рышня-крестья́нка» — балет Бориса Асафьева в трёх актах семи картинах. Либретто Николая Волкова по мотивам одноименной повести Александра Пушкина.

## История создания
После успеха балета «Бахчисарайский фонтан», установившего новые критерии балетной режиссуры, подхваченные и принятые советским театром и во многом определившие развитие советского балета в XX веке, Ростислав Захаров поставил ещё один балет «по Пушкину», отобрав произведение на тему современной поэту жизни — «Барышня-крестьянка».
Однако отработанная схема дала сбой — новая постановка не принесла успеха. По словам историка балета Веры Красовской:

«"Барышня-крестьянка", оформленная художником Е.Е. Лансере, своей идилличностью вполне устроила бы XIX век. Поселяне в духе подслащенного Венецианова играли на лугу в горелки и плясали. Сцены подобного рода были не новы для русского музыкального театра, в частности для его пушкинских спектаклей. Как известно, игрой в горелки начинается "Пиковая дама" Чайковского, а в "Евгении Онегине" песня и пляска крестьян первой картины и хор девушек третьей даны в пасторальных тонах. Но у Чайковского на этом фоне, в согласии с Пушкиным, контрастно развивается драма страстей и чувств, понятых самостоятельно и современно. Асафьев и Захаров перенесли повесть «Барышня-крестьянка» на балетную сцену с пиететом к букве, но не проявили собственных взглядов на сущность повести. 

Потому лучшими моментами балета были своего рода живые картины, где движение не разрушало иллюстративных иллюзий или, по крайней мере, продолжало эти иллюзии в плане бытового правдоподобия... 

Захаров, отменяя замкнутые по форме танцевальные «отступления» старого балетного театра, а заодно и их обобщенную условность, искал прямой связи танца и действия. Казалось бы, каждый персонаж его балетов должен был в таком случае владеть оригинальной и неповторимой пластической характеристикой, своим, особым комплексом движений, новых по самой сути и, следовательно, отличных от виденного до сих пор. Однако новации заявляли о себе лишь в отказе от многих узаконенных временем движений и целых структурных форм; то же, что оставалось из словаря классического танца XIX века, сохранялось в хорошо известном виде, без дополнений или развития. К тому же «речь» одного персонажа могла быть без ущерба передана другому, и это не повлияло бы на действенные задачи образа. 

В "Барышне-крестьянке" бедность танцевального словаря и примитивность обращения с тем, что было отобрано в него из старых балетов, отчасти объяснялись еще и скудостью музыкального материала.»

Этот спектакль стал последней работой в театре талантливого художника Евгения Лансере.

## Действующие лица
- Лиза Муромская
- Алексей Берестов
- Настя, горничная Лизы
- Мисс Жаксон, воспитательница Лизы
- Григорий Иванович Муромский, помещик, отец Лизы
- Иван Петрович Берестов, помещик, отец Алексея
- Девушки-крестьянки

## Сценическая жизнь

### Большой театр
Премьера прошла 14 марта 1946 года на сцене Филиала
Балетмейстер-постановщик Ростислав Захаров, художник-постановщик Евгений Лансере, художник по костюмам Сергей Самохвалов, дирижёр-постановщик Семён Сахаров
Действующие лица
- Лиза — Марина Семёнова, (затем Ольга Лепешинская, Галина Петрова)
- Алексей — Владимир Преображенский, (затем Александр Лапаури)
- Настя — Татьяна Лазаревич
- Мисс Жаксон — Любовь Банк, (затем Елена Ильющенко, Елена Ванке)
- Муромский — Александр Радунский
- Берестов — Виктор Смольцов
- Девушки-крестьянки — Сусанна Звягина и Людмила Салова

Спектакль прошёл 42 раза, последнее представление 24 июня 1951 года

### Постановки в других театрах
- 1947 — Молдавский театр оперы и балета

Балетмейстер-постановщик Георгий Перкун, художник-постановщик А. Шубин
Действующие лица
- Лиза — Г. Шушминцева
- Алексей — Г. Ш. Абраимов
- Настя — Р. Д. Личкова
- Мисс Жаксон — В. Волкова

- 1950 — Одесский театр оперы и балета, балетмейстер Вахтанг Вронский

Лиза — Алла Рындина

### Ленинградский Малый театр оперы и балета
Премьера прошла 29 декабря 1951 года
Балетмейстер-постановщик Борис Фенстер, художник-постановщик Татьяна Бруни, дирижёр-постановщик Евгений Корнблит
Действующие лица
- Лиза — Светлана Шеина
- Алексей — Николай Морозов
- Настя — Галина Исаева
- Мисс Жаксон — Тамара Фюрт
- Муромский — Николай Филипповский
- Берестов — Николай Соколов
- Повариха — Нина Латонина